# Galewice
Galewice è un comune rurale polacco del distretto di Wieruszów, nel voivodato di Łódź.
Ricopre una superficie di 135,79 km² e nel 2004 contava 6 166 abitanti.